# Estadio Neufeld
El Estadio Neufeld es un estadio multiusos ubicado en la ciudad de Berna, capital de Suiza. Tiene una capacidad total de 14.000 espectadores (de los cuales 3.000 sentados) y en él disputan sus encuentros de fútbol el FC Berna y el equipo sub-21 del BSC Young Boys.

## Historia
Fue la sede del Campeonato Europeo de Atletismo de 1954 disputado en Berna entre el 25 y el 29 de agosto de 1954.
El equipo sénior del BSC Young Boys disputó en este estadio sus partidos de fútbol desde la temporada 2001-02 hasta la 2004-05, tras la demolición del Wankdorfstadion y mientras duró la construcción del Stade de Suisse.